# Recurvirostra
Recurvirostra è un genere di uccelli della famiglia dei Recurvirostridae.

## Tassonomia
Comprende le seguenti specie
- Recurvirostra avosetta Linnaeus, 1758 - avocetta
- Recurvirostra americana J.F.Gmelin, 1789 - avocetta americana
- Recurvirostra novaehollandiae Vieillot, 1816 - avocetta collorosso
- Recurvirostra andina Philippi & Landbeck, 1861 - avocetta delle Ande